# مردم کلالام

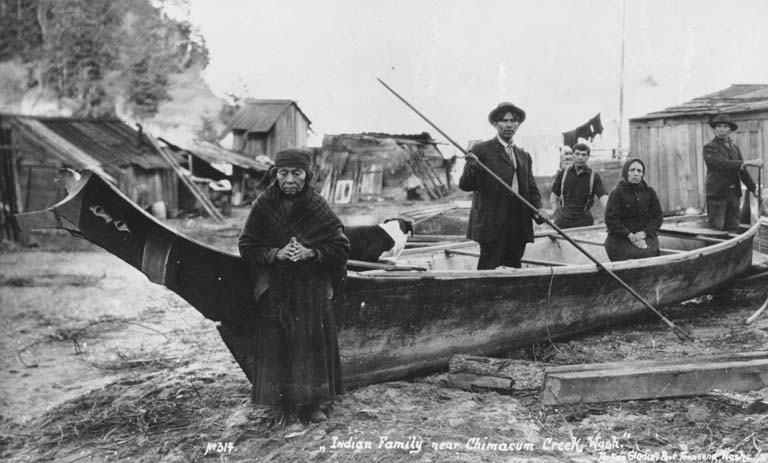
Klallam people near canoe

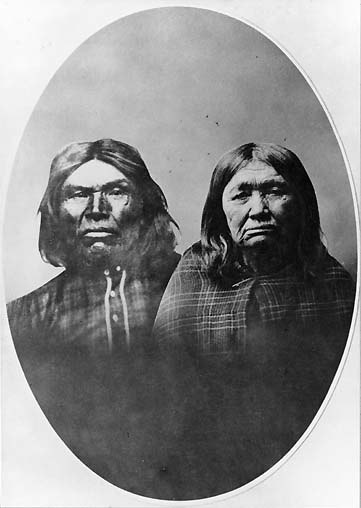
رئیس کلالام چیتس-آ-من-هان و همسرش، حدود. ۱۸۸۴

## قبیلهٔ کلالام
از مردمان ساحلی سالیش (با تلفظ «سِیلیش»)که بومیان شبه جزیره المپیک شمالی در ایالت واشینگتن آمریکا هستند، می‌توان قوم کلالام را نام برد. زبان کلالام نزدیک به زبان‌های تنگه شمالی سالیش است. امروزه هشت قبیله با سرزمین هائی در محدودهٔ پارک ملی المپیک پیوندهای سنتی با فرهنگ، و زبان‌های منحصر به فرد خود وجود دارند. افراد این قوم امروزه شهروندان چهار گروه متحد با یک زبان و فرهنگ خاص خود را تشکیل می‌دهند. دو قبیله کلالام، جیمزتاون اسکللام و اِلووها کلالام، در شبه جزیره المپیک و یکی در پورت گمبل اسکللام، در شبه جزیره کیتساپ در ایالت واشینگتن زندگی می‌کنند. در کانادا، ملت اولیه شیانو (Scia'new First Nation) در خلیج بیچر در جنوب جزیره ونکوور در بریتیش کلمبیا واقع در کانادا در شمال ایالت واشینگتن مستقرند. در ایالات متحده آمریکا سه جامعهٔ قومی آن‌ها جزو قبیله‌های شناخته شده دولت فدرالند. و یک جامعه این بومیان در کانادا به رسمیت شناخته شده‌اند.

## انواع نام و کاربرد
نام این قبیله به زبان کلالام به معنای قوم قوی طیف گسترده‌ای از املاهای انگلیسی دارد.
گروه‌های گوناگون این قوم هجاهای متفاوتی برای اشاره به مردم خود دارند. برای مثال در شهرستان کلالام واقع در ایالت واشینگتن - مردم اعم از بومی و غیربومی، از کلمهٔ «کللام» در رسانه‌های محلی و همچنین در نام تعدادی از شرکت‌های تجاری غیر بومی استفاده می‌کنند. به انگلیسی املای "K" برای اشاره به مردم بومی استفاده می‌شود. قبیله اِلوهای سفلی «کلالم» را به عنوان املای رسمی خود پذیرفته است. در حالی که قبایل پورت گمبل و جیمزتاون «S'Klallam» به عنوان املای رسمی خود پذیرفته‌اند. با توجه به تاریخ شفاهی این قوم، نام کلالام پس از موفقیت این قبیله در بالا بردن یک تنهٔ درخت و گذاشتن آن روی خانه بود که قبایل دیگر به تشویق آنان، آن‌ها را کلالام به معنی «مردم قوی» خواندند.

## تاریخ

### پیش از تماس با اروپائیان

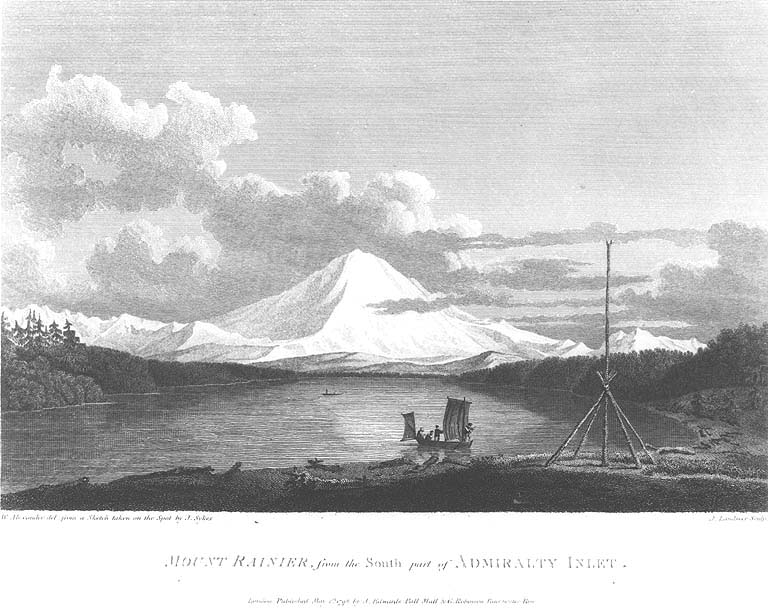
قطب کلالام برای تور انداختن اردک‌ها. و کوه رینیر از منظر ورودی ادمیرالتی، در حکاکی در سال ۱۷۹۲ توسط جان سایکس.

اولین شیءی که گواه وجود انسان در شبه جزیرهٔ‌المپیک بود سرنیزه ای بود که در دنده‌های اسکلت حیوانی شبیه به فیل در سال ۱۹۷۷ پیدا شد. دانشمندان توانستند این سرنیزه را به ۱۳۸۰۰ سال پیش قدمت دهند. این کشف و ابزار سنگی پراکنده در شبه جزیرهٔ المپیک نشان می‌دهد این ساکنان اولیه شکارچی و گردآورنده بودند. حدود ۳۰۰۰ سال پیش بومیان این منطقه به ماهیگیران ماهری تبدیل شده بودند. قلمروی قوم کلالام تا قبل از ورود اروپایی‌ها به شمال غربی اقیانوس آرام، محوطه بسیار وسیعی که بیشتر شامل منطقه هائی در امتداد ساحل اقیانوس آرام، و برخی از روستاها در امتداد رودخانه‌ها، خلیج‌ها یا دریاچه‌های بزرگ، آن نواحی را در سلطه خود داشتند. قلمرو ساکنان کلالام در سراسر ساحل شمالی شبه جزیره المپیک از دهانه رودخانه هوکو در غرب تا خلیج بندر دیسکاوری در شرق امتداد داشت. همچنین تعدادی کلالام در سراسر تنگه خوان دو فوکا در جزیره ونکوور کانادا، یا نزدیک سانیچ، سوک و خلیج بیچر امروزی زندگی می‌کردند.
با تحقیق هائی بر اساس مصاحبه‌های اولیه ای که قوم شناسان و محققان در فرهنگ انسان‌های اولیه با رؤسا و بزرگان قبایل داشته‌اند روستاهای کلالام تعدادشان بین ده تا بیش از سی روستا تخمین زده شده است. در تشخیص مسکونان دائمی در یک ناحیه، از ساکنان فصلی، و برخی روستاها با هویت قبیله ای مختلط یا مورد بحث است یا ابهاماتی وجود دارد.
با وجود اتحاد بین اقوام کلالام به واسطهٔ سُنّت و زبانشان، تجارت‌های گسترده، ازدواج‌های درونی و انواع همکاری بین کلالام و قبایل اطراف نیز وجود داشت. مانند بسیاری از مردمان بومی دیگر در سواحل شمال غربی اقیانوس آرام، کلالام نیز مهمانی هائی ترتیب داده و هدیه هائی رد و بدل می‌کردند که نقش مهمی در تعیین موقعیت اجتماعی آن‌ها داشتند.

### تماس با اروپائیان
تا قبل از ۱۷۸۹ اروپائی‌ها با قوم کلالام تماسی نداشتند. کاوش اروپایی‌ها در سواحل شمال غربی اقیانوس آرام از دههٔ ۱۷۸۰ شروع شد. اقوام کلالام قبلاً در مورد تازه واردان اروپایی شنیده بودند. اما کاشفان اولیه وارد تنگه خوان دو فوکا که آن‌ها را به مناطق کلالام نشین می‌رساند نمی‌شدند، یا تماس مستقیمی با کلالام برقرار نمی‌کردند. اولین اروپائی‌های کاوشگر فعالیت خود را در سواحل شمال غربی اقیانوس آرام برای اولین بار در سال ۱۷۷۴ با خوان پرز، و در سال ۱۷۷۸ با جیمز کوک و بسیاری دیگر، به ویژه تاجران خز دریایی، شروع کردند. تماس مستقیم با کلالام زمانی قبل از سال ۱۷۸۹ واقع شد. چارلز ویلیام بارکلی اولین اروپایی بود که در سال ۱۷۸۷ وارد تنگه خوان دو فوکا شد. در سال ۱۷۸۹ رابرت گری به خلیج کلالام رسید. از سال ۱۷۹۰ تا ۱۷۹۲، اسپانیایی‌های مستقر در بِرکهٔ نوتکا (Nootka Sound) در جزیره ونکوور، سفرهای متعددی را به تنگه خوان دو فوکا انجام دادند. مانوئل کویمپر در سال ۱۷۹۰ به خلیج پورت دیسکاوری رسید. در سال ۱۷۹۱ فرانسیسکو د الیزا ناوگان کوچک اکتشافی خود را برای مدتی در پورت دیسکاوری مستقر داشت و با مردم کلالام ارتباط برقرار کرد. معلوم نیست که اولین بار سر نشینان کدام کشتی با مردم کلالام تماس گرفتند، اما به احتمال زیاد قبل از سال ۱۷۸۹ و احتمالاً در دهکده تنگهٔ کلِی لام (Clallam Bay) یا بندر دیسکاوری و شامل دادن هدیه هائی از چاقو، دکمه و مس بوده است. جورج ونکوور در سال ۱۷۹۲ با کلالام تماس گرفت. او فکر می‌کرد که اولین اروپایی است که به دیدار آنها رفته و از بی‌تفاوتی آنها می‌نویسد که او را شگفت زده کرد. او با آن‌ها مس، چاقو و کالاهای تجاری جزئی معامله می‌کرد.

#### تأسیس شرکت‌های غیر بومی
شرکت خلیج هادسون (HBC/ Hudson Bay Company) قلعهٔ فورت ونکوور را در رودخانه کلمبیا در سال ۱۸۲۵ تأسیس کرد. رفت و آمدهای کمی بین کلالام و قلعه وجود داشت. تنها حادثه جدی که در سال ۱۸۲۸ بین این دو رخ داد از این قرار بود که دو نفر از کلالام‌ها که به عنوان راهنما به یک گروه اروپائی خدمت می‌کردند هدف بد رفتاری مردان اروپائی واقع شده بودند. در گیر و داری که بالا گرفت پنج مرد اروپائی توسط تعدادی از افراد کلالام کشته شدند. در نتیجه، یک گروه ۶۰ نفرهٔ مردان اروپائی از فورت ونکوور به قلمرو کلالام وارد شدند و به اولین گروهی که روبه رو شدند حمله کردند و هفت نفر کلالام از جمله زنان و کودکان را کشتند و خانه آنها را سوزاندند. به این عمل قانع نشده، سپس با کمک یک کشتی HBC به یک روستای کلالام در نزدیکی دانجنِس Dungeness Spit حمله کردند، مردم را غارت و خانه‌هاشان را ویران نمودند. مدارک شرکت خلیج هادسن نشان می‌دهد که آن‌ها به‌طور کلی ۲۵ کلالام را به قتل رساندند.
در سال ۱۸۳۲ شرکت خلیج هادسن یک پست تجاری دیگری به نام قلعهٔ نیسکوالی (Fort Nisqually) در ساحل جنوبی پیوجت ساوند (Puget Sound) در شهر دوپونت (DuPont) امروزی تأسیس کرد. اسناد و مدارک موجود قلعه نشان می‌دهد که کلالام تا سال ۱۸۳۳ برای تجارت خز و پرندگان به آن جا می‌رفتند. بین سال‌های ۱۸۳۳ و ۱۸۳۵، گروه‌های کلالام حداقل ۹ بار به قلعه نیسکوالی رفت و آمد داشتند. و در دهه بعد این دیدارهای تجاری به‌طور منظم‌تر انجام شد. در همان دوره یک گروه تجاری شرکت خلیج هادسن از قلمرو کلالام بازدید کرد. این گروه بازدیدکنندگان متوجه شد که کلالام عمدتاً تمایلی به فروش خز به آن‌ها ندارد زیرا معتقد بودند که قیمت‌های آن شرکت بسیار پایین است و در عوض در انتظار خریداران دیگر با قیمت بهتر صبر می‌کردند.
در سال ۱۸۴۷ پل کین از قلعه نیسکوالی و منطقه بزرگتر بازدید کرد. توصیف‌های او از کلالام نشان می‌دهد که آنها هنوز برده‌داری بومی می‌کردند، تیر و کمان را کنار گذاشته بودند و از تفنگ استفاده می‌کردند، و به تور بافی برای شکار اردک مشغول بودند. معامله با صدف هنوز ارزش پولی داشت، و شامانیزم نیز رایج بود. یکی از روستاهایی که وی از آن بازدید کرد، مستحکم، و حدود ۲۰۰ نفر کلالام ساکن آن بودند.
در یک حمله بزرگ به مردم چیماکوم در سال ۱۸۴۷ حدود ۱۵۰ جنگجوی کلالام به قصد نابود کردن آن‌ها، برای جنگیدن به قوم سوکوامیش به رهبری رئیس سیاتل پیوستند. آن‌ها تا حد زیادی موفق شده، آخرین روستاهای چیماکوم را ویران کردند و تعداد زیادی از ساکنان آن را کشتند و بقیه را به بردگی بردند. تعداد معدودی از چیماکوم که جان سالم به در بردند از آنجا فرار کردند و به قبیلهٔ تو-آنا یا اسکوکومیش در نزدیکی انتهای جنوبی کانال هود پیوستند. پس از این، کلالام قلمرو سابق چیماکوم را که قسمت شمال شرقی شبه جزیره المپیک بود، به ویژه در شبه جزیره کویمپر، جایی که پورت تاونزند امروز در آن قرار دارد و در امتداد کانال هود شمالی می‌باشد اشغال کردند.
اولین ساکنان اروپائی پورت تاونزند در سال ۱۸۵۰ وارد این منطقه شدند. بعضی از این تازه‌واردها که در تلفظ نام‌های کلالام مشکل داشتند به بسیاری از کلالام‌ها نام‌های سلطنتی داده بودند. در همان سال، چتزموکا، رئیس کلالام، به نام دوکِ یورک معروف شده بود. یک ناخدای کشتی او را با خود به سانفرانسیسکو برد که او را بسیار تحت تأثیر این دیدار قرار داد. در اوایل دهه ۱۸۵۰ مهاجران زیادی به پورت تاونزند و سایر نقاط منطقه آمدند. در سال ۱۸۵۳ کارخانه‌های چوب بری در پورت تاونزند، پورت گمبل و پورت لادلو کار می‌کردند. یک سکونتگاه کوچک در قلمرو کلالام در نزدیکی دانجنِس و سکوئیم امروزی ایجاد شد. این مهاجران اولیه که در شرایط کمی بهتر یا بدتر از کلالام زندگی می‌کردند، شروع به فروش مقدار زیادی نوشیدنی‌های الکلی به کلالام کردند که به سرعت اثرات مُضّر آن آشکار شد.
در سال ۱۸۵۵جورج گیبز قوم‌شناس معروف از کلالام بازدید کرد و دریافت که جمعیت کلالام نسبت به زمان‌های قبل به‌طور قابل توجهی کاهش یافته بود. او جمعیت آنها را ۹۲۶ نفر گزارش کرد و عامل اصلی کاهش جمعیت را الکل و بیماری‌های نوظهوری دانست که اروپائیان با خود آورده بودند. به گفته گیبز، کلالام مرتباً به همسایگان خود یورش می‌بردند اما تقریباً به‌طور کامل استفاده از چماق و کمان را کنار گذاشته بودند. کلالام ابزار و ظروف بسیاری از ساخت اروپایی داشتند. آن‌ها سیب زمینی را در مزارع خود می‌کاشتند. تجارت خز، که قبلاً برایشان حیاتی بود، تقریباً از بین رفته بود. برده داری، و مراسم بخشش اشیاء به دیگران که نشان دهنده رتبه اجتماعی خانواده‌ها بود همچنان انجام می‌شد.
در سال ۱۸۵۵، کلالام، همراه با اسکوکومیش و بازماندگان چیماکوم، معاهده «نقطهٔ بی نقطه» را در محلی به همان اسم امضاء کردند. طبق شرایط این معاهده، ساکنان اصلی شبه جزیره کیتساپ شمالی و شبه جزیره المپیک در ازای نقل مکان به مناطق حفاظت شده (رزرواسیون) در امتداد هود کانال، و دریافت ۶۰۰۰۰ دلار از دولت فدرال، مالکیت زمین‌های خود را واگذار کنند. این معاهده بومیان را ملزم می‌کرد که فقط با ایالات متحده تجارت کنند، همه بردگان خود را آزاد کنند، و برده داری را کلاً کنار گذارند. بر اساس این قرارداد، کلالام باید در ازای دریافت کمک‌های دولتی در قالب جیره غذایی و دریافت آموزش، زمین خود را رها کرده و به منطقه حفاظت شده اسکوکومیش، در نزدیکی اسکوکومیش امروزی، واشینگتن نقل مکان کنند. با این حال کلالام هرگز این حرکت را انجام نداد و در قلمرو خود در امتداد ساحل شمالی شبه جزیره المپیک باقی ماندند.
در سال ۱۸۵۴ شهرستان کلالام تأسیس شد، اما جمعیت و زیربناهای آن برای چندین دهه هیچ گونه پیشرفتی نکرد. به نظر می‌رسد مشروب خواری، برخورد با قبایل دیگر، و درگیری با بیماری آبله که در حدود سال ۱۸۶۰ در میان کلالام پیدا شد، از پیشرفت‌های این جامعه ممانعت کرد. بیماری آبله از امراض ناشناخته برای کلالام بود. معلوم نیست که تا چه حد این بیماری در بین آن‌ها گسترش یافته بود. شاید اقدامات کلالام به جنگ‌های قبیله ای، شیوع بیماری آبله، و مشروب خواری نیز از موانع پیشرفت زیر ساخت شهرستان کلالام نیز بوده باشد. آخرین اقدام جنگ میان-قبیله ای که کلالام در آن شرکت داشت در سال ۱۸۶۹ رخ داد. این حمله به تلافی ربوده شدن برخی از زنان کلالام توسط تسیمشیان که چند سال پیش اتفاق افتاده بود اتفاق افتاد. گروهی حدود سی تن مرد، زن و کودک از تسیمشیان (Tsimshian) توسط یک گروه بیست نفری از مردان کلالام در دانجنس اسپیت (Dungeness Spit) کشته شدند. یک زن تسیمشیان با تظاهر به مرگ زنده ماند. قبل از حمله، کلالام دربارهٔ چگونگی واکنش ساکنان سفیدپوست با هم مذاکره کردند، اما پس از مدتی تردید، حمله به روش سنتی انجام شد. مقتول شدن یک مرد کلالام در این حمله منجر به مشاجره بین کلالام شد که سبب شد در نهایت دست‌آوردهای خود را دور ریخته و دلشکسته به منازل خود برگشتند. تعداد کمی توسط مهاجران سفیدپوست دستگیر و به کارهای سخت در رزرواسیون اسکوکومیش محکوم شدند، اما مدت زیادی در بازداشت نبودند و مجازات عموماً خفیف در نظر گرفته شد.
برخلاف سرشماری مشکوک گیبس در سال ۱۸۵۵، که افراد قبیله کلالام را ۹۲۶ شمارش کرده بود، تا حدودی سرشماری‌های بهتری در دهه‌های ۱۸۶۰ و ۱۸۷۰ انجام شد. در نتیجهٔ این سرشماری‌ها به نظر می‌رسد که حدود سال ۱۸۶۲، جمعیت کلالام تا حدی کاهش یافته است. بین سال‌های ۱۸۶۲ و ۱۸۷۸ کاهش بیشتری رخ داد. جمعیّت کلالام از حدود ۱۳۰۰ به ۵۹۷ نفر تقلیل یافته بود. به دلیل اعتیاد افسارگسیخته آن‌ها به الکل، مشاجرات و دعواهای کوچک بین آن‌ها و سایرین، و دزدی‌های محلی، ساکنان سفیدپوست دانجنس دو بار آن‌ها را مجبور به نقل مکان به محل هائی در همان اطراف کرده و حتی آن‌ها را تهدید به انتقال اجباری به منطقه رزرواسیون اسکوکومیش کردند. تا سال ۱۸۷۰ اکثر کلالام در نزدیکی دماغهٔ دانجنِس و آنچه اکنون سکوئیم نامیده می‌شود زندگی می‌کردند. با مطالعهٔ آمار آن‌ها به نظر می‌رسد نا مطلوب‌ترین مرحله زندگانی در تاریخ کلالام حوالی سال ۱۸۷۰ باشد. این امر باعث شد تا رئیس قبیله، جیمز بالچ، که تا زمان آغاز اصلاحاتش به سال ۱۸۷۳ مشروب خواری مفرطی داشت، کلالام را در خرید زمین‌های خود و ایجاد یک جامعه کلالام رهبری کند. در سال ۱۸۷۴ او و دیگر مردم کلالام موفق شدند پول کافی برای خرید یک زمین به مساحت ۲۵۰ هکتار جمع‌آوری کنند و شهری را به نام رهبر شان، جیمز بالچ، بسازند و آن را جیمزتاون بنامند. این نوع مالکیت برای آن زمان بسیار غیرعادی بود، زیرا در آن زمان مردم بومی به‌طور قانونی از خرید زمین منع شده بودند. با انجام این کار و نقل مکان نکردن به منطقهٔ حفاظتی بومیان (رزرواسیون) اسکوکومیش، کلالام خود را از هر نوع کمک از دولت فدرال محروم ساختند. برای چندین دهه جیمزتاون یکی از معدود نمونه‌های سکونتگاه بومی بود که به‌طور کامل تحت مالکیت و مدیریت مردم بومی و بدون کمک یا نظارت دولت فدرال اداره می‌شد. برای جلوگیری از دخالت‌های دولت فدرال کلالام به این نتیجه رسید که باید رسماً به عنوان یک ملت مستقل توسط ایلات متحده آمریکا شناخته شود. در سال ۱۹۷۴ کوشش خود را آغاز کرد، و در ۱۰ فوریه ۱۹۸۱ به نتیجه رسید. و رسماً با عنوان قبیلهٔ اصلی مستقل اس-کلالام جیمزتاون ثبت شد.
در حال حاضر ۵۴۸ شهروند در این قبیله ثبت نام کرده‌اند. میزان ثبت نام دارا بودن اقلاً ۱/۸ درجه نسبت خونی با کلالام داشته باشد. آنان که کمتر از این درجه نسبت خونی دارند شهروند به حساب نیمی آیند، اما نوادگان قبیله ای در نظر گرفته می‌شوند. شهروندان از سن ۱۸ حق انتخاب کردن و از ۲۱ سالگی حق نامزد شدن، و انتخاب شدن برای مدیریت قبیله را دارند. برخی از کلالام جیمزتاون ثبت نام نکردند و هرگز به پروژه نپیوستند. اگر چه ۱۳ درصد از شهروندان کلالام جیمزتاون خارج از ایالت واشینگتن زندگی می‌کنند، حدود نیمی از اعضای قبیله در شبه جزیرهٔ‌المپیک، در شهرهای کلالام و جفرسون ساکنند. اما بسیاری از زمین‌ها در طول سال‌ها فروخته شده است.

## فرهنگ

### حَمل و نَقل
برای حمل و نقل در شبه جزیرهٔ المپیک از قایق‌رانی استفاده می‌کنند. بومیان قایق هائی به نام «کانو» از طریق یک فرایند پیچیده و دشوار با مهارت زیادی یک سرو قرمز غربی (ثوجتاپلیکاتا) را به فرم بلِم می‌تراشیدند. این جریان با انتخاب درخت مناسب شروع می‌شد. برای توخالی کردن و شکل‌دادن به بلم با استفاده از یک نوع داس چوبتراش، آتش و آب گرم تنه درخت را به فرم بلم درست می‌کردند. این دانش به تعداد معدودی از هر نسل منتقل شده است. و تعدادی بلِم هم از قبایل دیگر به ویژه قبایل بزرگتر برای حمل و نقل خریداری می‌شدند.
کلالام از دو نوع بلم استفاده می‌کرد. نوع کوچکتر که در آب‌های حفاظت‌شده برای ماهیگیری یا بار بری سبک در ساحل سِی لیش استفاده می‌شد، و نوع بزرگ‌تر به سبک شینوک در آب‌های پر تلاطم تر. نوع کوچکتر بلم (کانو) دارای کف گِرد و به طول ۴–۹ متر و به عرض ۵۰–۱۲۰ سانتیمتر بود و عمق آن به ۲۰ تا ۵۰ سانتیمتر می‌رسید. کانوهای بزرگتر کف صاف داشتند و دارای بیش ۱۰ متر طول و دو متر عرض و یک متر عمق بودند. از این قایق‌ها در آبهای ناهموار پیوجت ساند (Puget Sound)، تنگه حوان د فوکا (Juan de Fuca)، و در سواحل اقیانوس آرام، برای صید نهنگ، حمل بارهای بزرگتر، و تا حدود ۳۰ مسافر استفاده می‌شد.
اشارات بسیاری به مهارت‌های کلالام در ساخت بلم و هنر جهت‌یابی و ناوبری و بزرگی قایق‌های کلالام نسبت به دیگر قبایل پیوجت ساند (Puget Sound) در خاطرات ساکنان اولیهٔ اروپائی این منطقه دیده می‌شود.

### رژیم غذایی

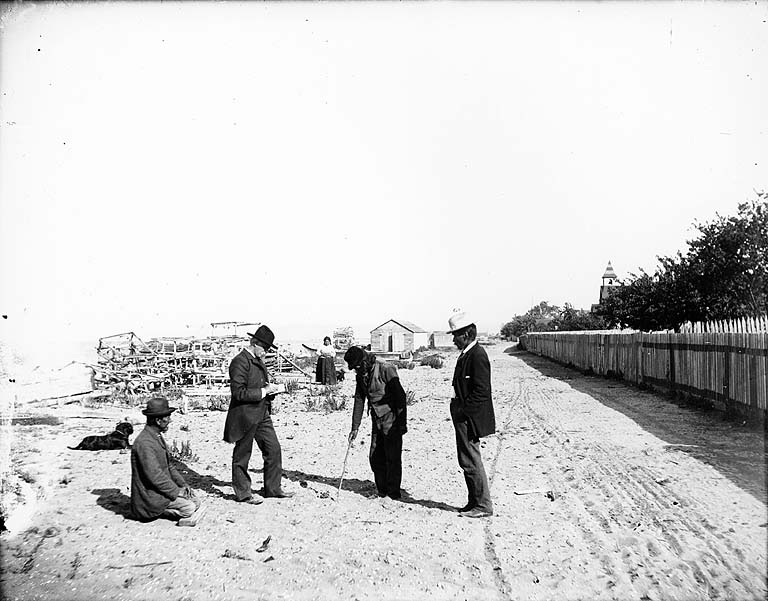
مردان کلالام در ساحل دریا با کلیسای شاکر در پس زمینه در جیمز تاون، واشینگتن، حدود سال ۱۹۰۳

اگرچه رژیم غذایی آنها شامل شکارهای حیوانات بزرگ و کوچک در خشکی، مرغ دریایی و صدف در آب بود، اما مهم‌ترین منبع غذائی کلالام ماهی بوده، و استفاده از ماهی قزل آلا هنوز نقش مادی و معنوی قابل توجهی در فرهنگ کلالام دارد. به‌طور کلی زمین‌ها، رودخانه‌ها، آب‌های دریا، و سواحل موجود تحت اختیار کلالام منبع بزرگی از غذا را در طول سال برایشان فراهم می‌کرده است. در ضمن ازدواج‌ها و توافق‌های استراتژیکی بین قبیله‌ای به کلالام اجازه شکار یا علوفه‌جویی در خارج از سرزمینشان را آسان می‌نمود.
کلالام مکان‌هائی شناخته بودند که ماهی‌های خاص در زمان مناسب سال تولید می‌شدند، و با ابزارها و مهارت‌های مخصوص به خودشان برای صید موفق آمیز به‌کار می‌گرفتند. آن‌ها در تمام طول سال با استفاده از ابزارها و تکنیک‌های مختلف مخصوص به نوع ماهی، مکانِ یافت ماهی، و فصل ماهیگیری در آب‌ها، و در خشکی قادر بودند نیازهای خود را برآورده کنند. مردم کلالام به استفاده از تله، به دنبال شکار گشتن، تور آبشش، نیزه، چنگک، تور ماهیگیری غوطه ور، و گودال‌های حفر شده در ساحل معروف بودند.

### گیاه‌شناسی قومی
برای رفع درد ضماد گلهای له شده ویولا آدونکا را بر روی سینه یا پهلو می‌مالند.

## گروه‌های قبیله ای
- جامعه قبیله ای الوهای سفلی در منطقه حفاظت شده (رزرواسیون) اِلوها پایینی، ایالت واشینگتن
- قبیله جیمزتاون اسکلالام واشینگتن
- پورت گمبل جامعه بومیان رزرواسیون بندر گمبل، ایالت واشینگتن
- Scia'new First Nation (شیانوه - بومیان اولیه خلیج بیچر)، جزیره ونکوور، بریتیش کلمبیا در کانادا

## مدارس
قبایل کلالام مدارس مخصوص به خود را اداره نمی‌کنند.
به کودکان کلالام ساکن اِلوهای سفلی (Lower Elwha Klallam) در سنین قبل از دبستان یک برنامه غوطه وری فرهنگی و زبانی ارائه می‌شود. در دبستان درای کریک، مدرسه راهنمایی استیونز، و دبیرستان پورت آنجلس، که اکثر کودکان ایولوها-کلالام کلالام به مدرسه می‌روند، دوره‌های زبان کلالام و تاریخ قبیله تدریس می‌شود.
اکثر کودکان جیمزتاون اسکلالام در مدارس حوضهٔ سکوئیم (Sequim) تحصیل می‌کنند.
مدارس ناحیه کیتساپ شمالی در منطقه کینگستون ایالت واشینگتن بیشتر کودکانی را که ساکن پورت گمبل اسکلالام هستند ثبت نام می‌کنند.

## خواندنی‌ها
- Boyd, Colleen E. 2009 "شما فرهنگ خود را می‌بینید که مانند یک قدرت از زمین بیرون می‌آید": برخوردهای عجیب در زمان و مکان در ساحل شمال غربی. Ethnohistory 56(4): 699-732.
- Boyd, Colleen E. 2009 "خود سرخپوستان بسیار مشتاق هستند": قانون ویلر-هاوارد و سازماندهی مجدد فضای کلالام. مجله مردم‌شناسی شمال غرب ۴3 (1): ۳–۲۶.
- Boyd, Colleen E. 2006 "آن مرد دولتی سعی کرد تمام سرخپوستان کلالام را مسموم کند": فراروایت‌های تاریخ و استعمار در ساحل شمال غربی مرکزی. تاریخ قوم ۵3 (2): ۳۳۱–۳۵۴
- Boyd, Colleen E. 2006 "سنت‌های شفاهی شمال غربی اقیانوس آرام." در سنت‌های مذهبی سرخپوستان آمریکایی: دائرةالمعارف، سوزان کرافورد و دنیس کلی، ویرایش. pp. 663–672. سانتا باربارا، کالیفرنیا: ABC-CLIO
- در اینجا از طریق مجموعه کلاسیک کتابخانه ایالت واشینگتن در تاریخ واشینگتن موجود است.